# 소니 픽처스 엔터테인먼트 (일본)
소니 픽처스 엔터테인먼트(일본어: 株式会社ソニー・ピクチャーズ エンタテインメント, 索尼影業股份有限公司 娛樂節目, Sony Pictures Entertainment (Japan) lnc.)는 영화의 수입 및 배급을 주 사업으로 하는 일본의 영화 배급사이자 소니 픽처스 엔터테인먼트 산하 기업이다. 본사는 도쿄도 지요다구 유라쿠초 1-12에 있다.